# Verbond van Nederlandse Ondernemingen
Het Verbond van Nederlandse Ondernemingen (VNO) werd in 1968 opgericht als werkgeversvereniging. Het was een fusie van het Centraal Sociaal Werkgeversverbond en het Verbond van Nederlandse Werkgevers. In 1996 fuseerde deze organisatie met het Nederlands Christelijk Werkgeversverbond (NCW) tot VNO-NCW.